# Załuczny
Załuczny (Ligasowa Woda) – potok, lewy dopływ Piekielnika o długości 4,38 km i powierzchni zlewni 6,26 km².
Potok wypływa na wysokości około 800 m w masywie Grapy Zagórzańskiej w Beskidzie Orawsko-Podhalańskim. Spływa w kierunku południowym przez miejscowość Załuczne i wypływa na Kotlinę Nowotarską. Meandruje po jej płaskiej powierzchni i po zachodniej stronie zabudowań należącego do miejscowości Odrowąż osiedla Żary uchodzi do Piekielnika na wysokości około 645 m.